# Aéroport Edward Bodden
L'aéroport Edward Bodden, code IATA : LYB • code OACI : MWCL, est situé au sud de Little Cayman, la plus petite des Îles Caïmans.
Il s'agit d'un aéroport privé. Il dispose d'une piste 10/28  de 935 m.

## Compagnies aériennes
- Cayman Airways
- Island Air (jusqu'en 2017)

## Situation
| Grande Caïman · George Town Caïman · Brac Petite · Caïman |